# Stylops lusohispanicus
Stylops lusohispanicus (лат.) — вид веерокрылых насекомых рода Stylops из семейства Stylopidae. Западная Европа, Испания, Португалия.
Паразиты пчёл видов Andrena (Graecandrena) verticalis Pérez (Andrena, Andrenidae).  Лапки самцов 4-члениковые, усики 6-члениковые с боковыми отростками. Голова поперечная. Обладают резким половым диморфизмом: самцы крылатые (2 пары узких крыльев: передние маленькие и узкие, задние широкие), самки бескрылые червеобразные эндопаразиты.
Вид был впервые описан в 1974 году энтомологом Луна де Карвальо (Luna de Carvalho E.).